# Кронштадтская улица (Ломоносов)
Кроншта́дтская улица — улица в городе Ломоносове Петродворцового района Санкт-Петербурга. Проходит от Привокзальной площади до Дворцового проспекта.

## История
Первоначально называлась Морски́м переулком. Этот топоним появился в Ораниенбауме во второй половине XVIII века и связан с тем, что переулок вёл к Финскому заливу.
27 февраля 1869 года Морской переулок переименовали в Кронштадтский. Здесь находилась морская пристань Товарищества пароходного сообщения между Кронштадтом, Ораниенбаумом и Петербургом (позднее пароходное товарищество «Заря»). По нему же получила своё название другая улица города — Пароходная.
В 1950-х годах статусная часть изменилась на улицу.

## Застройка
- дом 1 — типография, которая включает в себя бывший жилой дом на углу с улицей Рубакина (построен в 1908 г.; выявленный объект культурного наследия[2]).
- дом 2 — жилой дом (построен во второй половине XIX века; выявленный объект культурного наследия[2]). Заброшен[3]. В 2016 году здание было продано с торгов предпринимателю Роману Солоусову[4].

## Перекрёстки
- Привокзальная площадь
- улица Рубакина
- 1-я Нижняя улица
- Дворцовый проспект